# Andrés Avendaño
Andrés Adolfo Avendaño Rojas (Santiago, Chile, 26 de abril de 1954) es un General de División en retiro del Ejército de Chile. Fue el último Jefe del Estado Mayor de la Defensa de Chile el día 23 de febrero de 2010, cuando fue sucedido por el General de División Cristián Le Dantec como Jefe del Estado Mayor Conjunto de la Defensa de Chile.
Actualmente se desempeña como Jefe del Centro de Estudios Estratégicos (CEE) de la Academia Nacional de Estudios Políticos y Estratégicos, además de ser profesor de la misma institución.  
En 2019, Presidente de la Academia de Historia Militar, envía carta al Mercurio describiendo "una paradoja" entre los deberes para con Chile de los soldados, y la acción de "vándalos" que atacaron la estatua del general Baquedano, que claman por derechos.